# Heinrich Steinike
Johann Heinrich Ludolf Steinike (* 5. Mai 1825 in Bollinghausen bei Leer; † 20. September 1909 in Düsseldorf) war ein deutscher Landschaftsmaler der Düsseldorfer Schule.

## Leben
Steinike, Sohn eines hannoverschen Amtsvogts, besuchte nach dem Progymnasium Leer die Höhere Gewerbeschule Hannover, das spätere Polytechnikum. Bis zum Wintersemester 1843/1844 belegte er dort die Fächer Handzeichnen und Bossieren. Anschließend besuchte er die Akademie in Berlin und bildete sich in Köln als Maler fort. Im Mauritshuis zu Den Haag beschäftigte er sich im Selbststudium mit den alten Meistern. Nachdem sein Versuch, in seiner ostfriesischen Heimat als Maler Fuß zu fassen, gescheitert war, unternahm er 1851 Studienreisen nach Norwegen und Italien (Rom). Im Februar 1852 ließ er sich in Düsseldorf nieder. Dort wurde er Mitglied des Künstlervereins Malkasten. Am 10. Juli 1857 heiratete er in Düsseldorf Engelberta Elisabeth Maria Walburga Josepha Barutzky (* 1827), die Tochter des Kreis-Kassen-Rendanten Carl Barutzky. Aus dieser Ehe stammten fünf Kinder.
Als im Januar 1866 in Düsseldorf unter dem preußischen Offizier und Entomologen August Schultze der „Verein für Insektenkunde am Niederrhein“ gegründet wurde gehörten die Maler Steinike und Heinrich Ludwig Frische zu den Gründungsmitgliedern. Im Jahre 1884 ging der Verein in dem neu gegründeten „Naturwissenschaftlichen Verein“ auf.
Jährlich unternahm Steinike lange Reisen, um Motive für seine großformatigen Landschaften zu finden. 1879 stand sein Name auf der Liste unterstützungsbedürftiger Düsseldorfer Künstler. 1880 war er mit dem Gemälde Deutsche Landschaft auf der IV. Allgemeinen Deutschen Kunstausstellung vertreten.

## Werke (Auswahl)

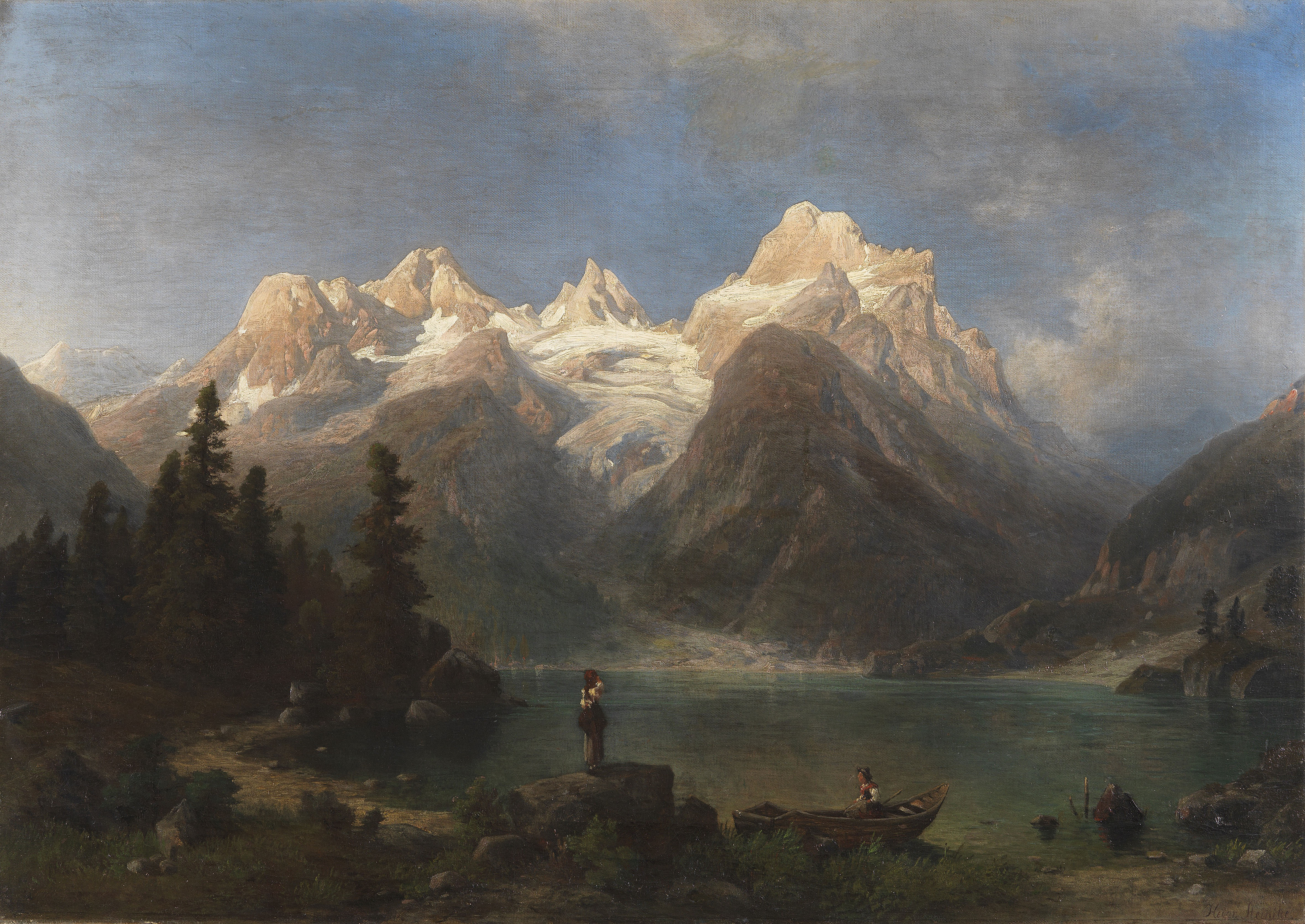
Gebirgslandschaft mit Gletscher und Bergsee

- Hardangerfjord, 1855, Privatbesitz, Prinz von Hannover
- Deutsche Landschaft, Kunstmuseen Krefeld
- Le soir dans les hautes montagnes (Abend im Gebirge), Stedelijke Musea, Kortrijk
- Schweizer Landschaft, Museum Wiesbaden
- Romantische Landschaft mit Sarazenenschloss, Museum Bautzen
- Gebirgslandschaft mit Gletscher und Bergsee
- Kleiner Wasserfall am Mühlbach